# Liga Futebol Amadora Segunda Divisão 2016
Die Liga Futebol Amadora Segunda Divisão 2016 war die erste Spielzeit der zweithöchsten osttimorischen Fußballliga. Meister wurde Cacusan CF. Des Weiteren ist der FC Zebra mit Caucusan CF Primeira Divisão 2017 aufgestiegen. Die Saison begann am 8. März und endete am 28. Juni 2016. Die Mannschaften wurden in zwei Gruppen aufgeteilt. Die beiden besten Teams aus der Gruppe A in den Play-off-Spielen um den Aufstieg, während der beste der Gruppe B direkt aufsteigt. Der Gewinner der Play-off-Spiele spielte gegen das beste Team der Gruppe B um die Liga-Meisterschaft.

## Teilnehmende Mannschaften
| Team                          | Stadt    |
| ----------------------------- | -------- |
| Assalam FC                    | Dili     |
| Atlético Ultramar             | Manatuto |
| Cacusan CF                    | Dili     |
| Kablaki FC                    | Same     |
| FC Café                       | Ermera   |
| FC Lica-Lica Lemorai          | Viqueque |
| FC Nagardjo                   | Dili     |
| Santa Cruz Futebol Clube Dili | Dili     |
| Sport Dili e Benfica          | Dili     |
| Sporting Clube de Timor       | Dili     |
| Sport Laulara e Benfica       | Dili     |
| ADR União de Timor            | Dili     |
| YMCA FC                       | Dili     |
| FC Zebra                      | Baucau   |

### Spielstätte
- Folgendes Stadion wurde zur Austragung der Spiele genutzt:

| Dili              |
| Municipal Stadion |
| Kapazität: 5.000  |
|                   |

## Endtabelle

### Gruppe A
| Pl. | Verein                  | Sp. | S | U | N | Tore    | Diff. | Punkte |
| --- | ----------------------- | --- | - | - | - | ------- | ----- | ------ |
| 1.  | YMCA FC                 | 5   | 3 | 2 | 0 | 012:300 | +9    | 11     |
| 2.  | FC Zebra                | 5   | 3 | 2 | 0 | 012:300 | +9    | 11     |
| 3.  | Atlético Ultramar       | 5   | 3 | 0 | 2 | 014:110 | +3    | 09     |
| 4.  | Sporting Clube de Timor | 5   | 1 | 1 | 3 | 003:100 | −7    | 04     |
| 5.  | Sport Dili e Benfica    | 5   | 1 | 1 | 3 | 008:160 | −8    | 04     |
| 6.  | ADR União de Timor      | 5   | 1 | 0 | 4 | 004:100 | −6    | 03     |

| Qualifikation zur Play-off-Meisterschaft und Qualifikation zum Aufstiegs-Play-off um die Primeira Divisão 2017: YMCA FC, FC Zebra |

### Gruppe B
| Pl. | Verein                        | Sp. | S | U | N | Tore    | Diff. | Punkte |
| --- | ----------------------------- | --- | - | - | - | ------- | ----- | ------ |
| 1.  | Cacusan CF                    | 6   | 5 | 1 | 0 | 025:900 | +16   | 16     |
| 2.  | Assalam FC                    | 6   | 3 | 2 | 1 | 016:100 | +6    | 11     |
| 3.  | FC Lica-Lica Lemorai          | 6   | 3 | 1 | 2 | 012:800 | +4    | 10     |
| 4.  | FC Café                       | 6   | 1 | 4 | 1 | 014:130 | +1    | 07     |
| 5.  | Kablaki FC                    | 6   | 1 | 2 | 3 | 013:200 | −7    | 05     |
| 6.  | Santa Cruz Futebol Clube Dili | 6   | 1 | 2 | 3 | 009:200 | −11   | 05     |
| 7.  | FC Nagardjo                   | 6   | 0 | 2 | 4 | 006:150 | −9    | 02     |

| Qualifikation zur Play-off-Meisterschaft und direkter Aufstieg in die Primeira Divisão 2017: Cacusan CF |

## Meisterschafts- und Play-off-Spiele

### Gruppe A Play-off-Spiel
Zuerst spielten die beiden besten Teams aus der Gruppe A gegeneinander. Der Gewinner qualifiziert sich für das Meisterschaftsfinale und gewinnt zudem das Play-off-Spiel um die Primeira Divisão 2017.
|         | Ergebnis |          |
| ------- | -------- | -------- |
| YMCA FC | 0:3      | FC Zebra |

### Meisterschaftsfinalspiel
Im Meisterschaftsfinalspiel spielte der Gewinner des Gruppe-A-Play-off-Spiels gegen den besten der Gruppe B. Der Gewinner dieses Spieles ist Segunda Divisão-Meister. Beide standen vorher als Aufsteiger schon fest.
|          | Ergebnis |            |
| -------- | -------- | ---------- |
| FC Zebra | 1:2      | Cacusan CF |